# Svaha
U hinduizmu i budizmu, sanskrtski termin svāhā (sanskrt स्वाहा, kineski 薩婆訶, sà pó hē, japanski sowaka, tibetanski soha) koristi se na kraju mantre. To je također ime božice, supruge Agnija.

## Mitologija
Svaha je kći boga Dakshe i njegove supruge Prasuti te sestra Khyati. Isprva je bila nimfa, ali je zadobila besmrtnost nakon udaje za Agnija. Neki mitovi spominju da je ona jedna od mnogih božanskih majki Kartikeye. Kći Agnija i Svahe je Agneya (आग्नेयी).